# Anyang (Henan)
Anyang (chinesisch 安陽市 / 安阳市, Pinyin Ānyáng Shì) ist eine bezirksfreie Stadt am Nordende der chinesischen Provinz Henan. Die Stadt hat 5.477.614 Einwohner (Stand: Zensus 2020), davon 782.167 (1. Jan. 2005) in den drei Stadtbezirken Beiguan, Wenfeng und Yindu, der eigentlichen Innenstadt. Der alte Name ist Zhāngdé (彰德). Im Nordwesten der Stadt liegt Yīnxū (殷墟; die „Ruinen von Yin“), das im 14. bis 11. Jahrhundert v. u. Z. Hauptstadt der Shang-Dynastie war und 2006 in die Liste des UNESCO-Welterbes aufgenommen wurde. Bei den Ausgrabungen seit 1928 wurden unter anderem die Orakelknochen gefunden, auf denen sich Vorformen der chinesischen Schrift befinden.

## Geographie
Die bezirksfreie Stadt liegt im Flachland 500 km südwestlich von Peking und umfasst 7.413 km². Die Durchschnittstemperatur beträgt 13,6 °C.
Anyang setzt sich aus vier Stadtbezirken, vier Kreisen und einer kreisfreien Stadt zusammen:
- Stadtbezirk Beiguan (北关区), Sitz der Stadtregierung;
- Stadtbezirk Wenfeng (文峰区);
- Stadtbezirk Yindu (殷都区);
- Stadtbezirk Long’an (龙安区);
- Kreis Anyang (安阳县);
- Kreis Tangyin (汤阴县);
- Kreis Hua (滑县);
- Kreis Neihuang (内黄县);
- Stadt Linzhou (林州市).

## Persönlichkeiten

### Söhne und Töchter der Stadt
- Zhang Huan (* 1965), chinesischer Künstler